# Elsdorf (Rheinland)
Elsdorf város Németországban, azon belül Észak-Rajna-Vesztfália tartományban. Lakosainak száma 21 993 fő (2023. december 31.). Elsdorf Bedburg, Bergheim, Kerpen és Titz községekkel határos.

## A városrészei
- Angelsdorf
- Berrendorf-Wüllenrath
- Elsdorf (mit Desdorf)
- Esch
- Frankeshoven
- Giesendorf
- Grouven (mit Brockendorf)
- Heppendorf (mit Stammeln)
- Neu-Etzweiler
- Niederembt
- Oberembt
- Tollhausen

+Widdendorf

## Népesség
A település népességének változása:
| Lakosok száma | 16 670 | 21 193 | 21 539 | 21 663 | 21 745 | 22 021 | 21 993 |
|               | 1975   | 2010   | 2017   | 2019   | 2021   | 2022   | 2023   |